# Boulevard Charest
Pour les articles homonymes, voir Charest.
Le boulevard Charest est une des artères principales de la ville de Québec.

## Situation et accès
Le boulevard Charest qui constitue une des grandes artères de l'arrondissement de La Cité-Limoilou, traverse les quartiers de Saint-Roch et de Saint-Sauveur.
Il débute à l'est dans le prolongement de la rue Saint-Paul, à l'intersection du boulevard Jean-Lesage. Traversant le quartier Saint-Roch, il y est bordé par de nombreux commerces et institutions. Il continue dans le quartier Saint-Sauveur, dont il est la principale artère est-ouest, et devient l'autoroute Charest peu après l'avenue Saint-Sacrement.

## Origine du nom
Il a été nommé ainsi en l'honneur de Zéphirin Charest (1813-1876) qui fut curé de la paroisse Saint-Roch de 1839 à sa mort et qui fonda plusieurs maisons d'éducation pour les enfants de son quartier.[citation nécessaire]

## Historique
Il a été construit en plusieurs étapes. Les rues des Fossés et Charest sont d'abord élargies en 1928 pour former le boulevard, puis en 1958, il est prolongé dans le quartier de Saint-Sauveur, puis de nouveau dans les années 1960 et au début des années 1970 dans la partie basse Sainte-Foy. Depuis le début des années 2000, le boulevard Charest a subi plusieurs chantiers de réaménagement.

## Bâtiments remarquables et lieux de mémoire
- Gare du Palais - Gare d'autobus interurbains et de trains
- Cégep Limoilou - Campus de la Maison des métiers d'art
- Université Laval - Campus des arts visuels
- École nationale d'administration publique - Siège social et campus
- Institut national de recherche scientifique - Siège social et campus
- Université du Québec - Siège social et campus
- Télé-université - Siège social et campus
- Lady Marianne - Cabaret burlesque

### Parcs et promenades
- Parc de l'Université du Québec
- Parc de la Gare du Palais
- Parc Dollard-des-Ormeaux

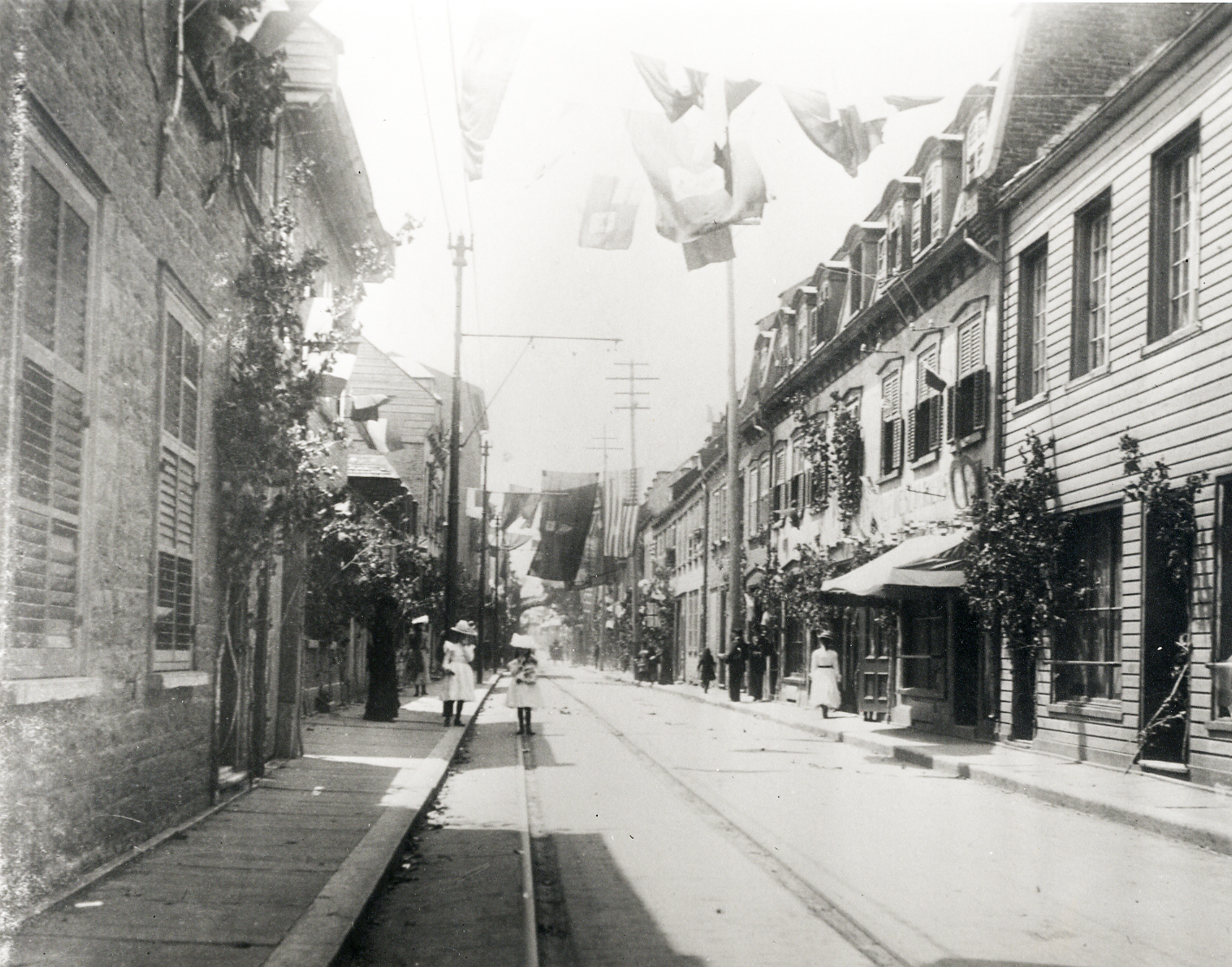
La rue des Fossés en 1900, avant qu'elle devienne un boulevard
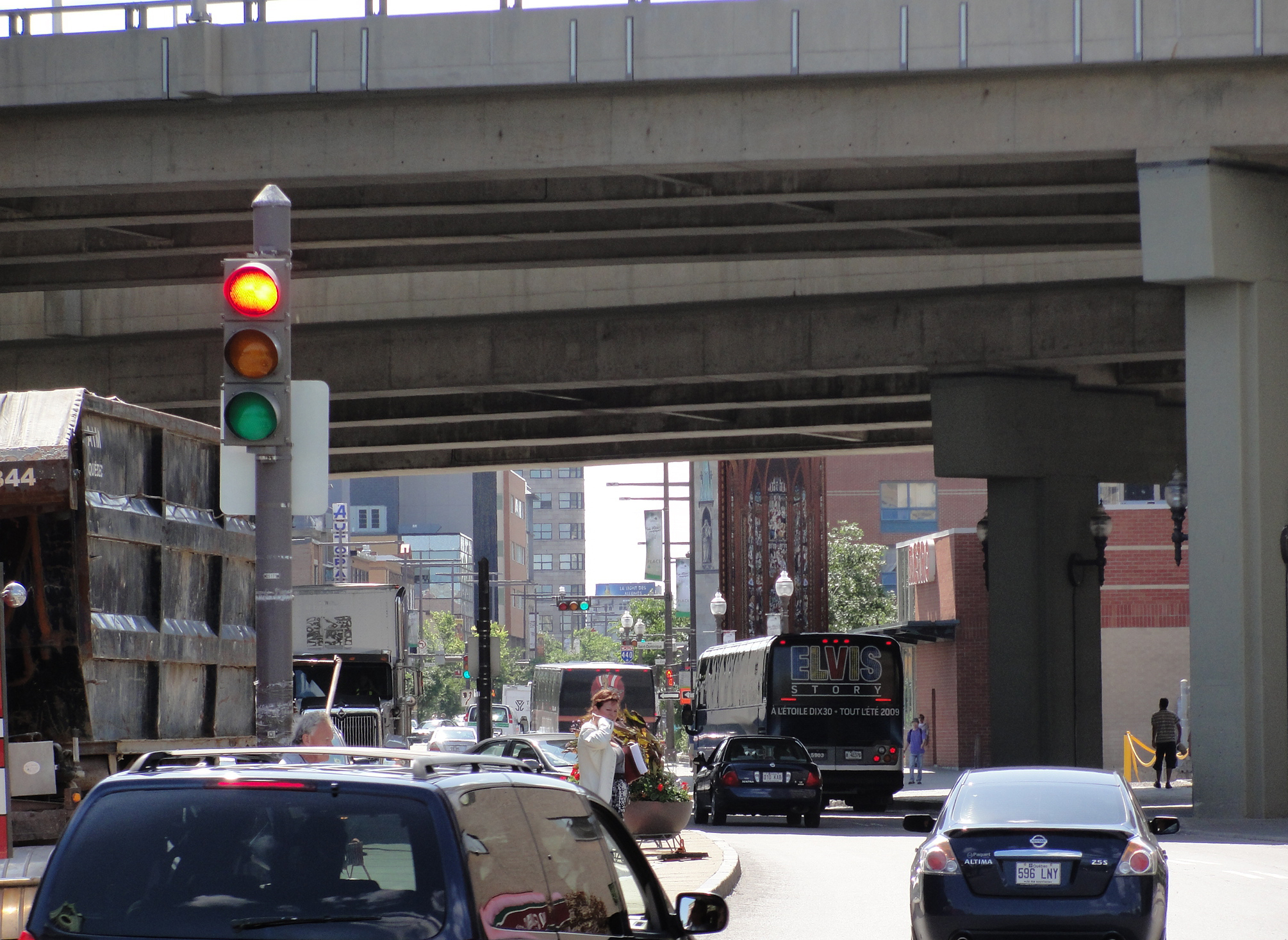
Extrémité est du boulevard. Au-delà, il porte le nom de rue Saint-Paul.
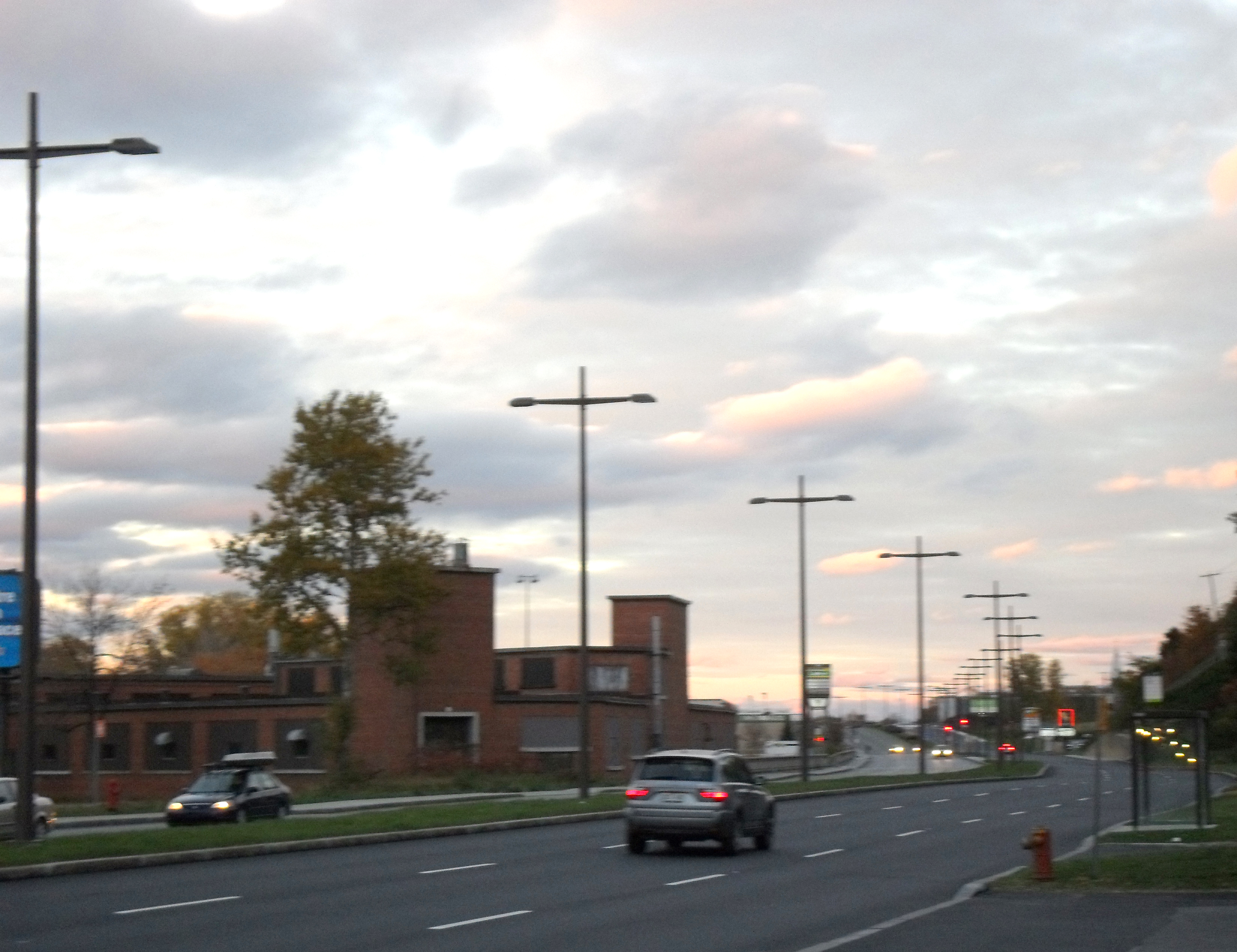
Le boulevard dans le parc industriel Saint-Malo, près de l'avenue Saint-Sacrement.
Le boulevard à l'intersection de la rue Dorchester.